# Can Carrasquet
Can Carrasquet és una masia de Vilanova de Sau (Osona) inclosa a l'Inventari del Patrimoni Arquitectònic de Catalunya.

## Descripció
Edifici civil, masia de planta rectangular coberta a dues vessants, amb el carener perpendicular a la façana, situada a migdia. Presenta un portal rectangular amb la llinda de pedra i, a la part esquerra se n'hi obre un altre de construcció recent. Al primer pis s'obren tres finestres distribuïdes simètricament.
A llevant hi ha petites obertures, igual que a ponent i tramuntana, totes amb llindes de fusta.
És construïda amb lleves de pedra del país i arrebossada, excepte la part nord. Només el portal és de pedra treballada.
Ha estat molt restaurada i conserva poc la tipologia de masia.

## Història
Masia situada dins la demarcació de la parròquia de Vilanova de Sau, dins el terme civil de Sau. Aquest terme, a partir del segle xvi començà a experimentar un notable creixement demogràfic que culmina als segles xviii i xix. En el període comprès entre aquests quatre segles passa de tenir 11 masos a tenir-ne 101.
El fet de no trobar-lo documentat als fogatges del segle xvi fa pensar que es construí durant l'època de creixement demogràfic.